# Скиро, Джузеппе
Джузеппе Скиро (итал. Giuseppe Schirò) или Зеф Скирои (алб. Zef Skiroi; 10 августа 1865, Пьяна-дельи-Альбанези — 17 февраля 1927, Неаполь) — арберешский неоклассический поэт, лингвист, публицист и фольклорист из Сицилии. Его литературное творчество ознаменовало возникновение современной албанской литературы в Италии.

## Ранняя биография
Скиро родился в Пьяна-деи-Гречи (нынешняя Пьяна-дельи-Альбанези). В юности его кузина Кристина Джентиле Мандала (1856-1919) привила ему любовь к родному языку и культуру арберешей. Позднее она помогала ему в собрании местных сказок и сама опубликовала их сборник. В возрасте девяти лет, вдохновившись идеями национализма, Скиро написал поэму, посвященную главному национальному герою Албании Скандербегу.
В 1890 году Скиро окончил юридический факультет Палермского университета. Однако его главной страстью оставался классический и итальянский фольклор и литература, которые он преподавал в 1888-1894 годах в средней школе Гарибальди в Палермо. В университете он подружился с Луиджи Пиранделло, ставшим всемирно известным писателем и драматургом.

## Литературная деятельность
Скиро писал стихи на итальянском и албанском языках, и вскоре его литературные произведения и статьи на тему политики стали публиковаться в различных периодических изданиях. В 1887 году он основал журнал «Юная Албания» (алб. Arbri i rii; итал. La giovine Albania), в 1890 году Скиро издавал журнал «Албанский архив» (итал. Archivio albanese), а в 1904 году — просуществовавший недолго «Албанский флаг» (итал. La bandiera albanese).
Его «Албанские рапсодии» (итал. Rapsodie albanesi) 1887 года сделали его известным среди албанистов и албанских патриотов. В 1891 году Скиро опубликовал фантастическую любовную идиллию «Мили и Хаидия» (алб. Mili e Haidhia), два издания которой вышли также в 1900 и 1907 годах, которые включали и заметки о традициях, легендах, обычаях и традициях Пьяна-деи-Гречи.
Сборник патриотических песен «Песни битвы» (алб. Kënkat e luftës), посвященный борьбе за независимость Албании, вышел в Палермо в 1897 году. За ним последовала историческая идиллия «На чужбину» (алб. Te dheu i huaj), опубликованная в 1900 году и повествующая об эпическом побеге албанцев в XV веке со своей родины и их прибытии в Сицилию. Скиро также издал работу по арберешскому фольклору «Священные песни албанских колоний на Сицилии» (итал. Canti sacri delle colonie albanesi di Sicilia) в 1907 году и «Традиционные песни и другие произведения албанских колоний Сицилии» (итал. Canti tradizionali e altri saggi delle colonie albanesi di Sicilia) в 1923 году.

## Академическая и политическая деятельность
В октябре 1895 года Широ вместе с другими итальянцами албанского происхождения Иеронимом де Радой и Ансельмо Лореккьо организовал конгресс по национальному, культурному и языковому самоопределению Албании, который был созван в Корильяно-Калабро, а затем состоялся второй конгресс в Лунгро в феврале 1897 года. В албанском вопросе Скиро поддерживал  идею революции против Османской империи, воспользовавшись симпатией к албанцам в европейской прессе и повлияв на европейскую дипломатию в поддержку восстания.. Он выступал против албанско-османского сотрудничества для защиты албанских интересов, поскольку он считал это вредным для достижения албанской независимости.
В 1900 году Скиро был назначен профессором албанского языка и литературы в Королевском восточном институте (итал. Istituto Regio Orientale) в Неаполе, где и работал до конца своей жизни. С 1912 по 1914 год Скиро был инспектором итальянских школ в Албании, для которой это были первые годы независимости после почти 500 лет османского владычества.
Кроме того, Скиро создал фонд «Албанское национальное общество» (итал. Società nazionale albanese) в целях привлечения общественного мнения в пользу независимости Албании, и с той же целью в 1904 году написал поэму «Албанский флаг» (алб. Fiamuri i Arbërit) и книгу «Албанцы и балканский вопрос». Он также высоко оценивал роль Италии, где сильны национальные меньшинства, как защитника слабого албанского государства от враждебных намерений своих балканских соседей. В 1913 году Скиро был участником Албанского конгресса в Триесте.
Скиро был очарован ранним периодом фашистского движения Бенито Муссолини. В «Песнях побережья» (алб. Kënkat e litorit) он прославлял его подъём. В местной политике он был непреклонным противником Николы Барбато, социалистического лидера его родного города Пьяна-деи-Гречи. Скиро поддержал местного босса мафии Франческо Куччу на пост мэра в апреле 1922 года. Он несколько раз публично защищал мафиозную администрацию Куччи, считая её «наиболее подходящей для мирного развития лучших качеств своего народа», способной открыть «новый период в нашей истории». В речи, произнесённой с балкона мэрии, он хвалил Куччу за то, что у него «хватило мужества и духа покончить с этим красным флагом социализма в нашей общине».

## Смерть и признание

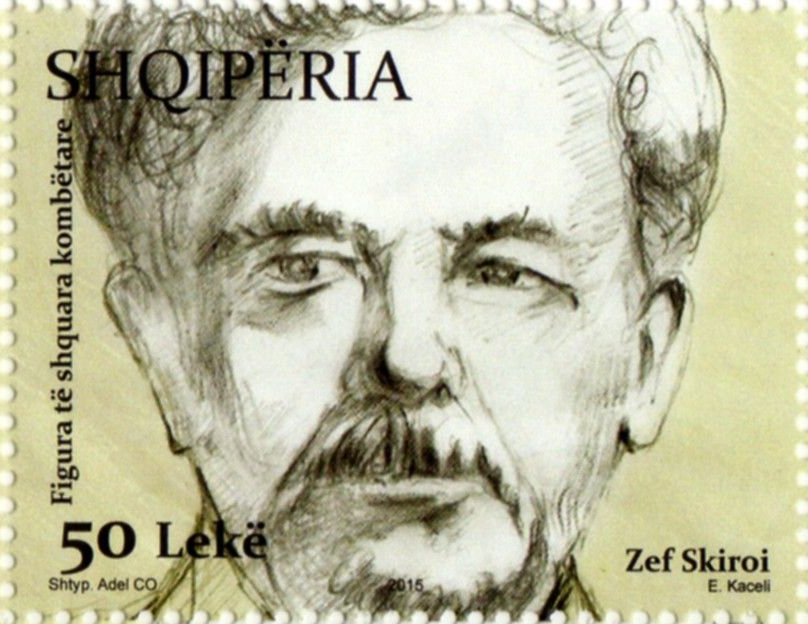
Скиро на албанской почтовой марке 2015 года

Смерть сына Мино, убитого в ходе политической интриги в июле 1920 года, сильно отразилась на последние годы жизни Джузеппе Скиро. Поэму «Мино» он посвятил смерти сына. Скиро скончался 17 февраля 1927 года в Неаполе.
Его абсолютная вера в Италию как потенциального защитника и хранителя культуры Албании противоречила чаяниям албанских националистов, которые выступали за абсолютную независимость, в том числе от Италии. Несмотря на свой вклад Скиро был недооценен историками литературы в коммунистической Албании, а его политические взгляды препятствовали объективной литературной критике его трудов.
Скиро считается одним из ведущих представителей современной сицилийской литературы арберешей.